# Christoph Thomas Walliser

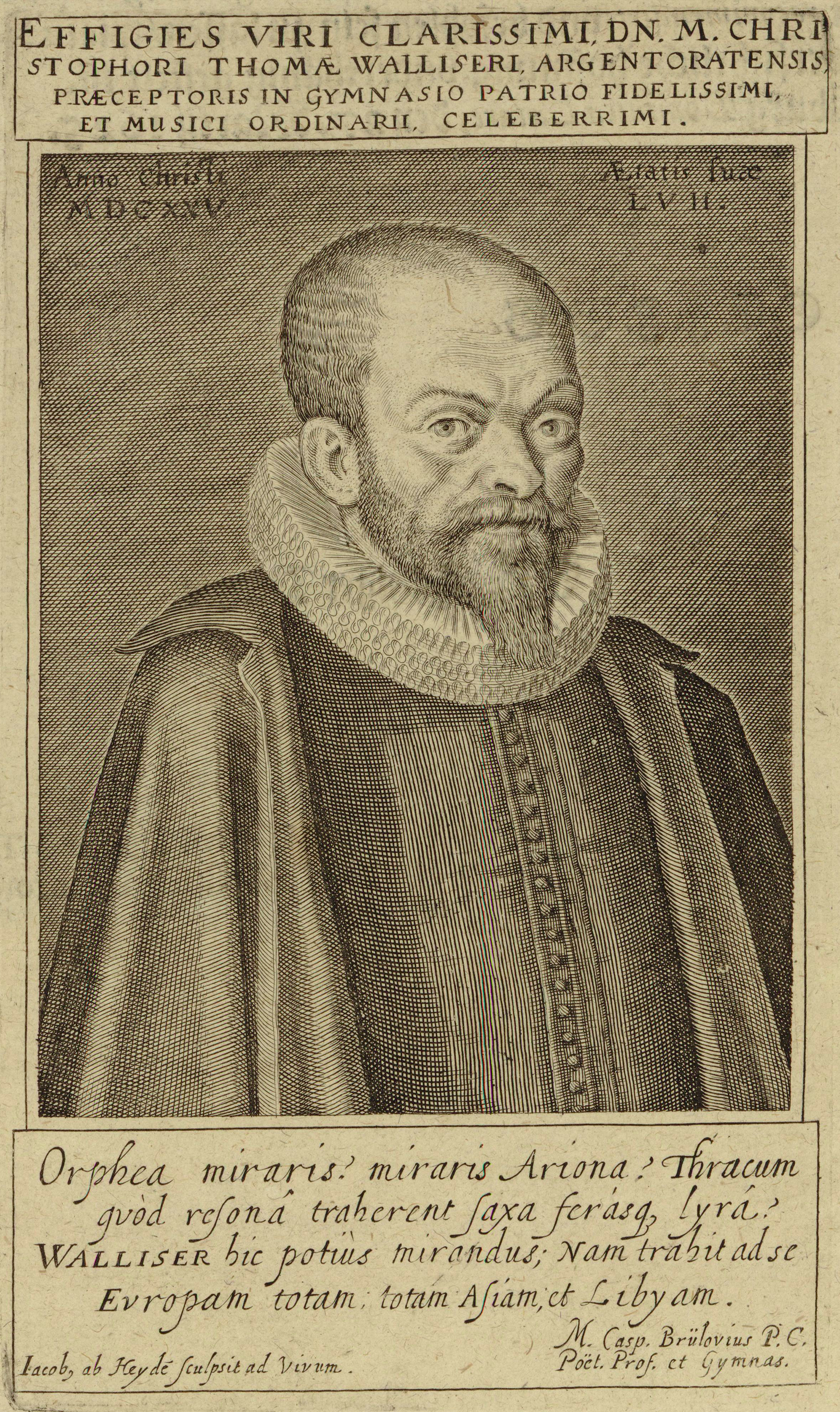
Christoph Thomas Walliser (1625), Kupferstich von Jacob van der Heyden

Christoph Thomas Walliser (* 17. April 1568 in Straßburg; † 26. April 1648 ebenda) war ein elsässischer Komponist.

## Leben
Christoph Thomas Walliser wurde als Sohn eines Schullehrers geboren und besuchte das protestantische Gymnasium in Straßburg. Zwischen 1588 und 1598 studierte er an verschiedenen Orten in Deutschland, Böhmen, Ungarn und Italien, und schließlich in Bologna bei Ulisse Aldrovandi. Nach der Rückkehr in seine Heimatstadt und wurde er Lehrer am protestantischen Gymnasium, wo er die 8. Klasse in Latein, Gesang und Musiktheorie unterrichtete. Zugleich wurde er Figuralkantor an der Thomaskirche. Ab 1604 wurde er zusätzlich städtischer musicus ordinarius und veranstaltete eine Reihe wöchentlicher Kirchenkonzerte in der ehemaligen Dominikanerkirche (an der Stelle des heutigen Temple Neuf). Zugleich war er für die Festakte der Akademie und späteren Universität Straßburg zuständig. Er heiratete zweimal, zuerst 1600, und nach dem Tod seiner ersten Frau 1633 ein zweites Mal 1634. Da ihm 1634 seine Lehrerstelle aufgrund von Sparmaßnahmen gekündigt wurde, verbrachte er seine letzten Lebensjahre verbittert und in Armut.
Das kleine von ihm 1611 veröffentlichte Musiktraktat Musicae figuralis praecepta breviae gibt einen Einblick in die Gesangspädagogik seiner Zeit. Seine bedeutendsten kompositorischen Beiträge finden sich in seiner zweiteiligen Sammlung Ecclesiodiae (1614/25), in der er Psalm- und Katechismuslieder mit einem madrigalischen Stil verband. Zu den Schuldramen seiner Lehrerkollegen wie Caspar Brülow schuf er Chorsätze, die sein Leben überdauerten und ab dem 19. Jahrhundert wiederentdeckt wurden.

## Werke

### Kompositionen
- Teutsche Psalmen 5v., Nürnberg 1602 (Digitalisat)
- Honori et amori […] M.  Nicolai Ferberi 5v., Autogr. (dat. 1605), F-Sm
- Hexasticon nuptiis clarissimi et consultissimi viri Dn. Pauli Sleupneri 6v., Liegnitz 1610
- Catecheticae cantiones odaeque spirituales hymni et cantica praecipuorum totius anni festorum et Madrigalis, 1611, versch.
- 3 Motetten, in: Promptuarii musici, 1611
- Choris musici […] in Andromeda tragoedia 3–6v., 1612
- In festum nativitatis Domini, 3 Mot. 5v., 1613
- 1 Motetten, in: Promptuarii musici, Teil 3, 1613
- Ecclesiodiae Das ist Kirchen Gesäng. Nemblich Die gebräuchlichsten Psalmen Davids so nicht allein viva voce, sondern auch zu Musicalischen Instrumenten Christlich zugebrauchen 4–6v., 1614
- »Te Deum laudamus« 6v., 1617
- 2 Motetten, in: Promptuarii musici, Tl. 4, 1617
- 3 Motetten, in: Florilegium Portense, Leipzig 1618
- 3 Motetten, in: Florilegii Musici Portensis, sacras harmonias sive motetas, Leipzig 1621
- Ecclesiodiae novae. Das ist Kirchengesäng Ander Theil 4–7v., 1625
- Herrn Wilhelmus Salusten von Bartas Triumph des Glaubens (»Früh als der Morgenstern«) 5v., 1627
- Chorus musicus […] D.  Leopoldo Austriae archiduci 3v., 1628
- 3 Kanons (dat. 12. Jan. 1628), B-Bc
- 2 Kanons, in: Christoph Demantius, Isagoge artis musicae, Freiberg/Jena 1632
- Fons Israelis 8v., 1641 (Digitalisat).
- Hexaphonia, Kanon 6v. über Wallisers Symbolon (30. November 1643), F-Pn
- Concertatio modulatoria 2v., in: Lorenz Erhard, Harmonisches Chor- und Figural-Gesang-Buch, Frankfurt am Main 1659
- 1 Chorsatz (aus Elias, 1613), in: Viridarium musicum, Hall 1672

### Lehrschrift
- Musicae figuralis praecepta breviae. Ledertz, Argentorati [= Straßburg] 1611 (Digitalisat).